# Glauburgstraße
Die Glauburgstraße ist eine Verbindungsstraße im Nordend von Frankfurt am Main.

## Verlauf

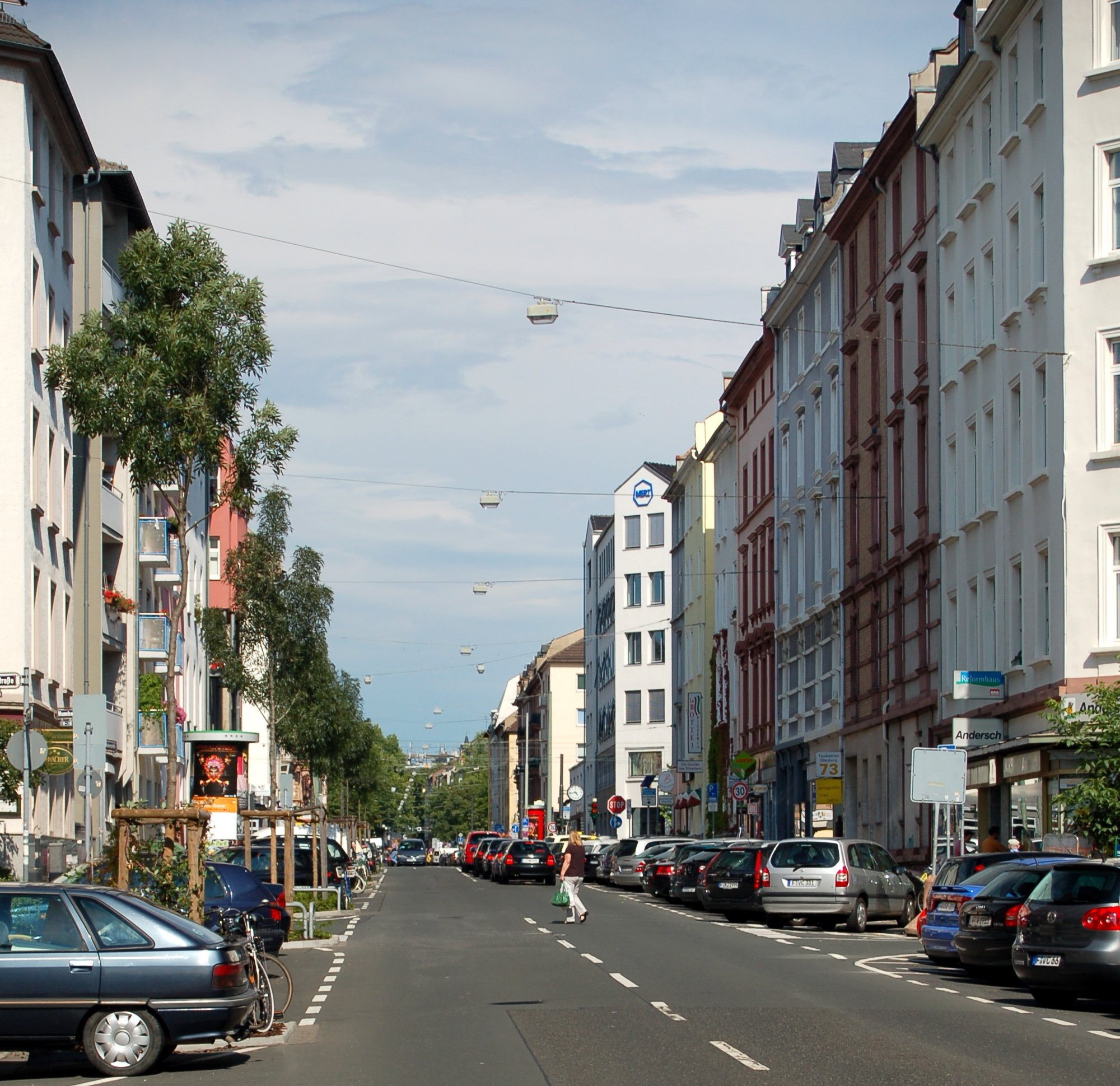
Glauburgstraße zwischen Oeder Weg und Eckenheimer Landstraße

Die Glauburgstraße verläuft in West-Ost-Richtung zwischen dem Oeder Weg und der Friedberger Landstraße. An ihrem westlichsten Punkt stößt sie auf die historische Umfassung des Holzhausenparks, wovon noch eine Grüninsel (Paul-Hindemith-Anlage) und das historische Eingangstor des Parks zeugen. Der Park wurde an dieser Stelle zugunsten einer Bebauung um etwa 200 Meter verkleinert. Die östliche Verlängerung der Glauburgstraße bildet die Rohrbachstraße (jenseits der Friedberger Landstraße).

## Name
Der Name leitet sich – wie eine Reihe anderer Straßennamen im Nordend – von einer Frankfurter Patrizierfamilie, der Familie Glauburg, ab. Dieser Patrizierfamilie gehörte zeitweise auch die Wasserburg in der Ossenau, die später die Namen Bornburg und Günthersburg trug. Die Verlängerung der Glauburgstraße, die Rohrbachstraße, beginnt am heutigen Günthersburgpark.

## ÖPNV
Wichtigste kreuzende Straße ist die Eckenheimer Landstraße, in der – in diesem Teil oberirdisch – die U5 verläuft. Eine Haltestelle im Kreuzungsbereich ist nach der Glauburgstraße benannt.
| Linie | Verlauf | Takt                                                    |
| ----- | --- | ------------------------------------------------------- |
| S5    | Gymnasium Römerhof (geplant) – Schmidtstr. (geplant) – Wohnpark (geplant) – Europagarten (geplant) – Emser Brücke (in Bau) – Güterplatz (in Bau) – Hauptbahnhof – Willy-Brandt-Platz – Dom/Römer – Konstablerwache – Musterschule – Glauburgstraße – Deutsche Nationalbibliothek – Hauptfriedhof – Marbachweg/Sozialzentrum – Gießener Straße – Theobald-Ziegler-Straße – Ronneburgstraße – Sigmund-Freud-Straße – Preungesheim (in Umbau) – August-Schanz-Str. (in Planung) – Berkersheimer Weg (in Planung) – Frankfurter Berg (in Planung) | 7/8 min (werktags) 5 min (HVZ) 10 min (sonn-/feiertags) |

Von hier bis zur Rohrbachstraße – also in ihrem östlichen Teil – liegt auch in der Glauburgstraße eine Straßenbahntrasse, die die Gleise der U5 mit denen der Straßenbahnlinien 12 und 18 verbindet. Fahrplanmäßiger Verkehr findet hier nicht mehr statt. Diesen gab es noch bis zum 29. Mai 1992 durch die Straßenbahnlinien 5 und 25 sowie bis zur Eröffnung des Betriebshofes Ost 2003, als in Tagesrandlagen des Fahrplans einzelne Fahrten zum Abstellen von Fahrzeugen der Straßenbahnlinie 12 im Eckenheimer Depot hier fahrplanmäßig verkehrten.

## Bedeutung

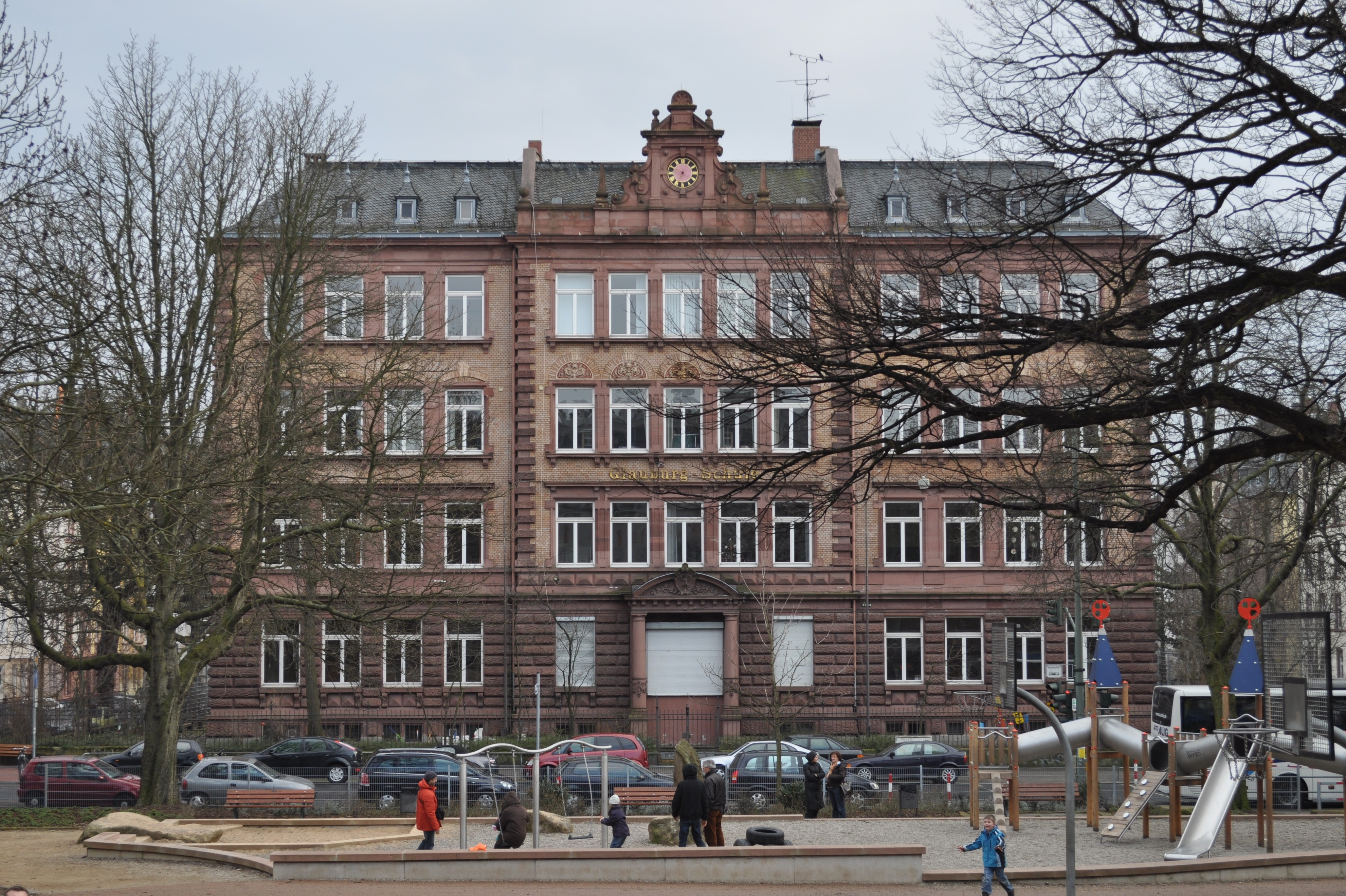
Glauburgschule

In der Mitte des östlichen Arms der Straße befindet sich der Glauburgplatz, eine begrünte, nur marginal gestaltete Fläche mit Kinderspielplatz, die durch die Straße eher begrenzt als einbezogen wird.
Südlich des Glauburgplatzes liegt die Glauburgschule, die Außenstelle der Berufliche Schulen Berta Jourdan. 
Das von Michi Herl gegründete Stalburg Theater befindet sich in der Glauburgstraße 80. Hier befand sich die Stalburger Oede, eine mittelalterliche Wasserburg innerhalb der Frankfurter Landwehr. Das Theater bietet regelmäßige Theater- und Musikveranstaltungen.